# Coupe de Tunisie de football 1995-1996
Navigation
Coupe de Tunisie 1994-1995 Coupe de Tunisie 1996-1997
La coupe de Tunisie de football 1995-1996 est la 40e édition de la coupe de Tunisie depuis 1956, et la 65e en tenant compte des éditions jouées avant l'indépendance. Elle est organisée par la Fédération tunisienne de football (FTF).
La coupe est remportée par l'Étoile sportive du Sahel aux dépens de la Jeunesse sportive kairouanaise, dont c'est la première finale de coupe.

## Résultats

### Premier tour
Ce tour est disputé entre les clubs de division 3 au niveau des districts :
- Inter-clubs de division 3 Nord-Est et Nord-Ouest :
  - Avenir populaire de Soliman - Kalâa Sport : 1 - 0
  - Mouldia sportive de Den Den bat Union sportive El Ansar (Dar Chaâbane)
  - Club medjezien - Jeunesse sportive de Tebourba : 3 - 0
  - Ettadhamen Sport - Baâth sportif de Mohamedia : 0 - 1
  - Jendouba Sports bat Enfida Sports
  - Flèche sportive de Ras Jebel - Étoile sportive khmirienne (Aïn Draham) : 2 - 0
  - Jeunesse sportive d'El Omrane - Club sportif des cheminots : 1 - 2
  - Stade nabeulien - Football Club de Jérissa : 1 - 1 (t. a. b. : 3 - 4 )
  - Espoir sportif de Hammam Sousse - Astre sportif de Menzel Jemil : 4 - 1
  - Union sportive de Kalâat Senan - Union sportive de Siliana : 0 - 1
  - Vague sportive de Menzel Abderrahmane - Union sportive de Djedeida : 0 - 2
  - Hirondelle sportive de Kalâa Kebira - Club sportif de Menzel Bouzelfa : 0 - 0 (t. a. b. : 4 - 5)
  - El Alia Sport, Avenir sportif keffois de Barnoussa, Club sportif de Korba et Croissant sportif de M'saken : Qualifiés par tirage au sort
- Inter-clubs de division 3 Centre :
  - Chehab sportif de Ouerdanine - Club sportif de Khniss : 3 - 2
  - Union sportive de Sayada - Flambeau sportif de Sahline : 1 - 1 (t. a. b. : 5 - 4)
  - Union sportive de Ksour Essef - Croissant sportif chebbien : 2 - 1
  - Union sportive monastirienne - Aigle sportif de Jilma : 7 - 0
  - Gazelle sportive de Bekalta - Kerkennah Sport : 1 - 1 (t. a. b. : 3 - 4)
  - Club Ahly de Sfax - Étoile sportive d'El Jem : 0 - 1
  - Avenir sportif de Rejiche et Sporting Club de Moknine : Qualifiés par tirage au sort
- Inter-clubs de division 3 Sud :
  - Espoir sportif de Jerba Midoun - Olympique de Médenine : 0 - 0 (t. a. b. : 7 - 8)
  - Union sportive de Métouia - Tataouine Sport : 2 - 1
  - La Palme sportive de Tozeur - Oasis sportif de Chenini : 1 - 1 (t. a. b. : 3 - 4)
  - Flèche sportive de Gafsa-Ksar - Association sportive de Djerba : 0 - 4
  - Stade sportif gafsien - Wided sportif d'El Hamma : 1 - 2
  - Football Mdhilla Club - Avenir sportif de Tozeur : 3 - 1
  - Croissant sportif de Redeyef et Club sportif de Nefta : Qualifiés par tirage au sort

### Deuxième tour
Le tour est disputé entre les clubs qualifiés du premier tour :
- Nord :
  - Avenir populaire de Soliman - Club sportif des cheminots : 2 - 1
  - Mouldia sportive de Den Den - Croissant sportif de M'saken : 0 - 0 (t. a. b. : 0 - 3)
  - Union sportive de Djedeida - Club medjezien : 2 - 1
  - Club sportif de Menzel Bouzelfa - Baâth sportif de Mohamedia : 2 - 1
  - Flèche sportive de Ras Jebel - Jendouba Sports : 2 - 0
  - Football Club de Jérissa - El Alia Sport : 4 - 0
  - Espoir sportif de Hammam Sousse - Club sportif de Korba : 2 - 1
  - Avenir sportif keffois de Barnoussa - Union sportive de Siliana : 2 - 1
- Centre et Sud :
  - Oasis sportif de Chenini - Sporting Club de Moknine : 1 - 2
  - Club sportif de Nefta - Avenir sportif de Rejiche : 1 - 2
  - Étoile sportive d'El Jem - Union sportive de Métouia : 4 - 2
  - Union sportive de Ksour Essef - Kerkennah Sport : 0 - 1
  - Association sportive de Djerba - Union sportive monastirienne : 2 - 1
  - Union sportive de Sayada - Football Mdhilla Club : 3 - 1
  - Chehab sportif de Ouerdanine - Wided sportif d'El Hamma : 0 - 3
  - Croissant sportif de Redeyef - Olympique de Médenine : 1 - 0

### Troisième tour
Le tour est disputé entre les qualifiés du deuxième tour :
- Nord :
  - Avenir populaire de Soliman - Avenir sportif keffois de Barnoussa : 2 - 0
  - Croissant sportif de M'saken - Club sportif de Menzel Bouzelfa : 1 - 0
  - Football Club de Jérissa - Flèche sportive de Ras Jebel : 3 - 0
  - Espoir sportif de Hammam Sousse - Union sportive de Djedeida : 2 - 0
- Centre et Sud :
  - Étoile sportive d'El Jem - Sporting Club de Moknine : 4 - 0
  - Kerkennah Sport - Wided sportif d'El Hamma : 0 - 1
  - Association sportive de Djerba - Union sportive de Sayada : 3 - 0
  - Croissant sportif de Redeyef - Avenir sportif de Rejiche : 2 - 0

### Quatrième tour
Le tour voit la participation des qualifiés du troisième tour et des représentants des ligues régionales.
- Nord :
  - Avenir populaire de Soliman - Dahmani Athlétique Club (Ligue Nord-Ouest) : 2 - 1
  - Tinja Sport (Ligue Nord) - Union sportive de Borj El Amri (Ligue Nord) : 2 - 0
  - Croissant sportif de M'saken - Union sportive de Sidi Bou Ali (Ligue Centre) : 7 - 1
  - Football Club de Jérissa - Espoir sportif de Hammam Sousse : 1 - 2
  - Club olympique de Kélibia (Ligue Tunis/Cap Bon) - Étoile sportive de Gaâfour (Ligue Nord-Ouest) : 1 - 0
  - Association sportive de la cité Ettahrir (Ligue Tunis/Cap Bon) - Espoir sportif de Haffouz (Ligue Centre) : 0 - 2
- Centre et Sud :
  - Étoile sportive d'El Jem - Astre sportif de Menzel Ennour (Ligue Centre-Est) : 1 - 0
  - Wided sportif d'El Hamma - Jeunesse sportive de Ouedhref (Ligue Sud-Est) : 0 - 1
  - Association sportive de Djerba - Union sportive d'Ajim (Ligue Sud-Est) : 2 - 0
  - Croissant sportif de Redeyef - Aurore sportive d'El Guettar (Ligue Sud-Ouest) : 1 - 0
  - Baâth sportif d'Essouassi (Ligue Sud) - Badr sportif d'El Aïn (Ligue Sud) : 1 - 1 (t. a. b. : 5 - 4)
  - Fath sportif de Menzel Kamel (Ligue Centre-Est)- Astre sportif de Souk Lahad (Ligue Sud-Ouest) : 1 - 0

### Cinquième tour
Disputé le 3 décembre 1995, il concerne les douze clubs qualifiés du tour précédent ainsi que vingt clubs des deux poules de Ligue II, appelée alors division d'honneur. Les huit autres sont qualifiés d'office.
- STIR sportive de Zarzouna - Avenir populaire de Soliman : 2 - 1
- Tinja Sport - Club olympique de Sidi Bouzid : 1 - 0
- Club sportif hilalien - Espoir sportif de Hammam Sousse : 1 - 2
- Union sportive de Sbeïtla - Club olympique de Kélibia : 1 - 0
- Espoir sportif de Haffouz - Ennahdha sportive de Jemmel : 1 - 0
- Étoile sportive de Métlaoui - Étoile sportive d'El Jem : 0 - 3
- Jeunesse sportive de Ouedhref - Océano Club de Kerkennah : 0 - 1
- Association sportive de Djerba - Étoile sportive du Fahs : 3 - 0
- Baâth sportif d'Essouassi - Croissant sportif de M'saken : 0 - 1
- Fath sportif de Menzel Kamel - Sfax railway sport : 2 - 1
- Croissant sportif de Redeyef - Association sportive Ittihad : 0 - 0 (t. a. b. : 1 - 3)
- Stade soussien - Association sportive de l'Ariana : 2 - 1
- Club sportif de Makthar - Union sportive de Ben Guerdane : 3 - 1
- Association Mégrine Sport - El Ahly Mateur : 3 - 1
- Jeunesse sportive de Rogba - Grombalia Sports : 1 - 0
- Union sportive de Bousalem - Stade gabésien : 1 - 0
- Sporting Club de Ben Arous, Avenir sportif d'Oued Ellil, Étoile sportive de Béni Khalled, Stade africain de Menzel Bourguiba, El Makarem de Mahdia, Stade sportif sfaxien, El Gawafel sportives de Gafsa/Ksar et Avenir sportif de Kasserine : Qualifiés d'office

### Sixième tour
- STIR sportive de Zarzouna - Étoile sportive d'El Jem : 2 - 1
- Jeunesse sportive de Rogba - Tinja Sport : 2 - 0
- Espoir sportif de Hammam Sousse - Association sportive Ittihad : 0 - 0 (t. a. b. : 6 - 5)
- Union sportive de Bousalem - Union sportive de Sbeïtla : 1 - 1 (t. a. b. : 4 - 3)
- Fath sportif de Menzel Kamel - Espoir sportif de Haffouz : 4 - 0
- Avenir sportif de Kasserine - Océano Club de Kerkennah : 2 - 1
- Croissant sportif de M'saken - Association sportive de Djerba : 2 - 2 (t. a. b. : 4 - 5)
- Stade sportif sfaxien - Stade soussien : 2 - 0
- El Gawafel sportives de Gafsa/Ksar - Club sportif de Makthar : Forfait
- Association Mégrine Sport - Stade africain de Menzel Bourguiba : 1 - 1 (t. a. b. : 2 - 4)
- Étoile sportive de Béni Khalled - Sporting Club de Ben Arous : 2 - 1
- El Makarem de Mahdia - Avenir sportif d'Oued Ellil : 0 - 1

### Seizièmes de finale
Vingt équipes participent à ce tour : les douze qualifiés du tour précédent et huit clubs de la division nationale (Ligue I). Les six autres sont qualifiés d'office grâce à leur classement en championnat de la saison précédente. 
| Équipe 1                           | Équipe 2                           | Score 90'         | Score 120' | Tirs au but |
| ---------------------------------- | ---------------------------------- | ----------------- | ---------- | ----------- |
| Association sportive de Djerba     | Club olympique des transports      | 0 - 1             |            |             |
| Stade tunisien                     | Étoile sportive de Béni Khalled    | 5 - 0             |            |             |
| Union sportive de Bousalem         | Avenir sportif de Kasserine        | 2 - 1             |            |             |
| El Gawafel sportives de Gafsa/Ksar | Stade africain de Menzel Bourguiba | 2 - 0             |            |             |
| Club africain                      | -                                  | Qualifié d'office |            |             |
| Étoile sportive du Sahel           | -                                  | Qualifié d'office |            |             |
| Club athlétique bizertin           | Espoir sportif de Hammam Sousse    | 1 - 1             | 2 - 1      |             |
| Jeunesse sportive kairouanaise     | Avenir sportif de La Marsa         | 1 - 0             |            |             |
| Avenir sportif de Gabès            | Espérance sportive de Zarzis       | 1 - 1             | 2 - 2      | 3 - 5       |
| Olympique de Béja                  | -                                  | Qualifié d'office |            |             |
| Club sportif de Hammam Lif         | Jeunesse sportive de Rogba         | 5 - 1             |            |             |
| Club sportif sfaxien               | -                                  | Qualifié d'office |            |             |
| Olympique du Kef                   | -                                  | Qualifié d'office |            |             |
| Avenir sportif d'Oued Ellil        | Stade sportif sfaxien              | 0 - 1             |            |             |
| Fath sportif de Menzel Kamel       | STIR sportive de Zarzouna          | 2 - 2             | 2 - 2      | 10 - 9      |
| Espérance sportive de Tunis        | -                                  | Qualifié d'office |            |             |

### Huitièmes de finale
| Date        | Équipe 1                           | Équipe 2                      | Score 90' | Score 120' | Tirs au but |
| ----------- | ---------------------------------- | ----------------------------- | --------- | ---------- | ----------- |
| 12 mai 1996 | Stade tunisien                     | Stade sportif sfaxien         | 2 - 0     |            |             |
| 12 mai 1996 | El Gawafel sportives de Gafsa/Ksar | Fath sportif de Menzel Kamel  | 4 - 0     |            |             |
| 12 mai 1996 | Jeunesse sportive kairouanaise     | Olympique de Béja             | 0 - 0     | 1 - 0      |             |
| 12 mai 1996 | Olympique du Kef                   | Espérance sportive de Zarzis  | 0 - 0     | 0 - 0      | 3 - 2       |
| 12 mai 1996 | Étoile sportive du Sahel           | Club athlétique bizertin      | 1 - 0     |            |             |
| 12 mai 1996 | Club sportif de Hammam Lif         | Club olympique des transports | 1 - 1     | 1 - 1      | 4 - 3       |
| 12 mai 1996 | Club sportif sfaxien               | Espérance sportive de Tunis   | 0 - 3     |            |             |
| 12 mai 1996 | Union sportive de Bousalem         | Club africain                 | 1 - 5     |            |             |

### Quarts de finale
| Date        | Équipe 1                    | Équipe 2                           | Score 90' | Score 120' | Tirs au but |
| ----------- | --------------------------- | ---------------------------------- | --------- | ---------- | ----------- |
| 9 juin 1996 | Olympique du Kef            | El Gawafel sportives de Gafsa/Ksar | 2 - 0     |            |             |
| 9 juin 1996 | Espérance sportive de Tunis | Club africain                      | 1 - 0     |            |             |
| 9 juin 1996 | Stade tunisien              | Étoile sportive du Sahel           | 0 - 0     | 0 - 0      | 3 - 4       |
| 9 juin 1996 | Club sportif de Hammam Lif  | Jeunesse sportive kairouanaise     | 1 - 1     | 1 - 1      | 1 - 3       |

### Demi-finales
| Date         | Équipe 1                 | Équipe 2                       | Score 90' | Score 120' | Tirs au but |
| ------------ | ------------------------ | ------------------------------ | --------- | ---------- | ----------- |
| 30 juin 1996 | Étoile sportive du Sahel | Espérance sportive de Tunis    | 0 - 0     | 2 - 0      |             |
| 30 juin 1996 | Olympique du Kef         | Jeunesse sportive kairouanaise | 0 - 0     | 1 - 1      | 2 - 4       |

### Finale
| Date           | Équipe 1                 | Équipe 2                       | Score 90' |
| -------------- | ------------------------ | ------------------------------ | --------- |
| 6 juillet 1996 | Étoile sportive du Sahel | Jeunesse sportive kairouanaise | 2 - 1     |

Les buts de la finale sont marqués par Imed Ben Younes (65e min) et Samir Raouen (87e min) pour l'ESS et par Fethi Chehaibi (47e min) pour la JSK. La rencontre est dirigée par l'arbitre Allala Melki, secondé par Fethi Barkallah et Abderrazak Gharsallah, tandis que Atef Yaâcoubi est le quatrième arbitre.
Les formations alignées sont :
- Étoile sportive du Sahel (entraîneur : José Dutra dos Santos) : Hamdi Baba - Lotfi Baccouche, José Clayton, Mohamed Mkacher (puis Samir Raouen), Mounir Boukadida, Ferid Chouchane, Riadh Bouazizi, Kaïs Ghodhbane, Zoubaier Baya, Imed Ben Younes, Riadh Jelassi (puis Chiheb Braham)
- Jeunesse sportive kairouanaise (entraîneur : Khemaïs Laabidi) : Abdelaziz Ben Khedher - Imad Mizouri (en), Jomâa Saïdi, Kamel Salhi (puis Fakhreddine Khadhraoui), Mourad Magdouli, Habib Ben Romdhane, Néjib Khouaja, Adel Saïdi, Sofian Ben Romdhane (puis Fakher Jaouadi), Fethi Chehaibi, Faouzi Dhahri (puis Lotfi Touati)

## Meilleurs buteurs
C'est Belhassen Aloui (CSHL) qui inscrit le plus de buts dans cette compétition (quatre), suivi d'Ali Khemila (EGSGK) et Sami Laâroussi (EST) avec trois buts.